# Adlai Stevenson II
Adlai Ewing Stevenson II, född 5 februari 1900 i Los Angeles, Kalifornien, död 14 juli 1965 i London, Storbritannien, var en amerikansk demokratisk politiker och diplomat.

## Biografi
Stevenson tillhörde en känd politikerfamilj, där exempelvis farfadern Adlai Ewing Stevenson I var USA:s vicepresident 1893–1897. Han växte upp i Bloomington i Illinois.
Åren 1949–53 var han Illinois guvernör. 
År 1952 nominerades han till demokraternas presidentkandidat men förlorade dock mot republikanen Dwight David Eisenhower. Han förlorade även valet 1956 mot Eisenhower.
Stevenson var USA:s FN-ambassadör 1961–65 och var mycket populär inom den reformvänliga delen av Demokratiska partiet. Hans son Adlai Stevenson III var senator för Illinois 1970–81.
Stevenson var känd för sin kvicka humor. Under en av hans presidentvalskampanjer skall en anhängare ha ropat "alla tänkande amerikaner stödjer dig", varpå svaret blev "tack, men jag behöver en majoritet för att vinna".
Under ett besök i London avled Stevenson av en hjärtattack. Hans grav finns på Evergreen Memorial Cemetery i Bloomington.